# معركة سانت كوينتين كانال
معركة سانت كوينتين كانال (بالإنجليزية: Battle of St. Quentin Canal) كانت معركة محورية في الحرب العالمية الأولى ، اشتركت فيها القوات البريطانية،الأسترالية والأمريكية كقوة واحدة ضد الألمان في خط هيندنبيرغ.